# Reichertsheim
Reichertsheim ist eine Gemeinde im oberbayerischen Landkreis Mühldorf am Inn.

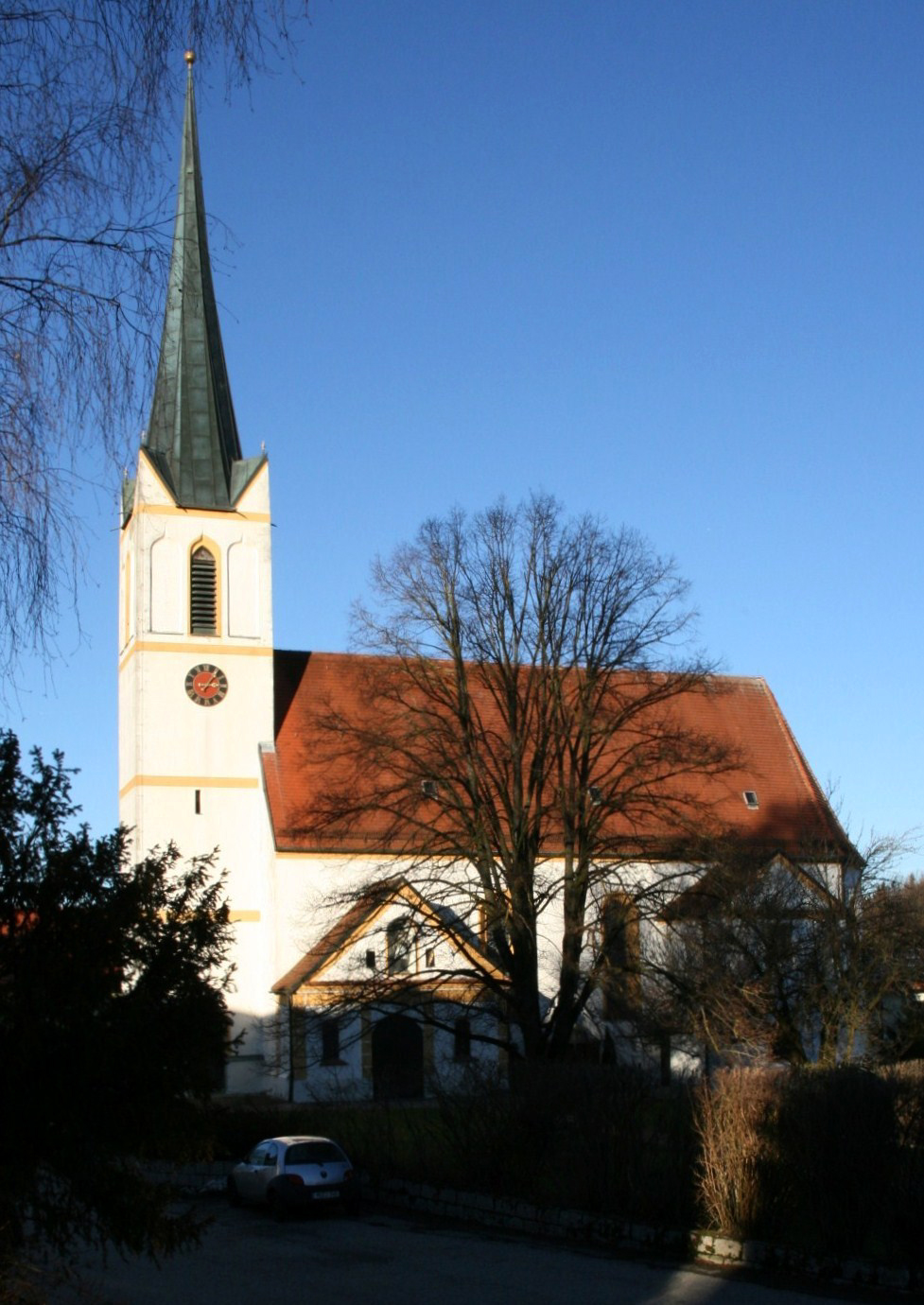
Pfarrkirche Mariä Himmelfahrt

## Geografie

### Geografische Lage
Die Gemeinde liegt in der Region Südostoberbayern.

### Gemeindegliederung
Es gibt 107 Gemeindeteile:
- Achleiten
- Aign
- Albanstett
- Allram
- Amselgraben
- Anfelden
- Anzenberg
- Bergham
- Birkmaier
- Blümreit
- Blümstatt
- Brandstett
- Danzern
- Demelmoos
- Dobl
- Ebner
- Eitlberg
- Erlach
- Fürst
- Furth
- Gelf
- Gewaig
- Glaslthan
- Goldbrunn
- Graben
- Grund
- Guggenstätt
- Heberding
- Hermannsöd
- Hingerszell
- Höck
- Hodering
- Höhenberg
- Hub
- Hundsöd
- Huttenstätt
- Hütter
- Irling
- Kagen
- Katzbach
- Kötzerstätt
- Kübelsbach
- Künstätt
- Langrain
- Laufersöd
- Lechen
- Limberg
- Linner
- Manhart
- Manholding
- Mißstedt
- Mistbichl
- Mitterberg
- Mühlhub
- Neumeier
- Oberbichl
- Oberlinner
- Oedgassen
- Pfaffenberg
- Pfaschenstätt
- Pfeilstett
- Ram
- Ramsau
- Ranhör
- Reichertsheim
- Reichwimmer
- Reisach
- Reithof
- Reitmair
- Renner
- Riedbach
- Robeis
- Roßwang
- Rottenstett
- Sachsenstätt
- Salmannsbichl
- Saueröd
- Schachen
- Schlicht
- Schoberstätt
- Sonnen
- Stadler
- Steffelthan
- Steinberg
- Steingrub
- Stocket
- Stöckl
- Thambach
- Thanhub
- Tiefenstätt
- Tieföd
- Unterbichl
- Wagenspeck
- Warzenstätt
- Weberstett
- Weger
- Weichslgarten
- Weidach
- Weiher
- Wies
- Winhart
- Wolfgrub
- Wollmaier
- Worneding
- Zacherlöd
- Zeil
- Zeiler
- Zulehen

Es gibt die Gemarkungen Dachberg, Kronberg und Reichertsheim.

## Geschichte

### Verwaltungsgeschichte
Reichertsheim gehörte zum Rentamt Landshut und zum Landgericht Neumarkt des Kurfürstentums Bayern. Mittels der Obmannschaft Reichertsheim übte das Erzstift Salzburg bis zu seiner Aufhebung im Jahr 1803 die niedere Gerichtsbarkeit über seine hiesigen Untertanen aus. Im Zuge der Gemeindebildung in Bayern nach dem Gemeindeedikt entstand aus Obmannschaft über den Steuerdistrikt Reichertsheim 1808 durch das Gemeindeedikt von 1818 die selbständige Landgemeinde.

### Eingemeindungen
Am 1. April 1971 wurden die Gemeinden Dachberg und Kronberg eingegliedert.

### Einwohnerentwicklung
Zwischen 1988 und 2018 wuchs die Gemeinde von 1457 auf 1642 um 185 Einwohner bzw. um 12,7 %.
- 1961: 1614 Einwohner
- 1970: 1576 Einwohner
- 1987: 1455 Einwohner
- 1991: 1382 Einwohner
- 1995: 1472 Einwohner
- 2000: 1604 Einwohner
- 2005: 1651 Einwohner
- 2010: 1666 Einwohner
- 2015: 1652 Einwohner

## Politik

### Gemeinderat
Die Gemeinderatswahl 2020 erbrachte folgende Stimmenanteile und Sitzverteilung:
- Einigkeit Ramsau: 52,6 % (4 Sitze)
- Interessengruppe Reichertsheim: 47,4 % (4 Sitze)

### Bürgermeister
Erster Bürgermeister ist Franz Stein (Einigkeit Ramsau).

### Wappen
| Wappen von Reichertsheim | Blasonierung: „Über blauem Schildfuß, darin nebeneinander zwei goldene sechsstrahlige Sterne, in Gold ein mit drei silbernen Kleeblättern belegter schwarzer Sparren.“ |
| Wappen von Reichertsheim | Wappenführung seit 1974 |

## Bauwerke
Die katholische Pfarrkirche Mariä Himmelfahrt ist ein spätmittelalterliches Bauwerk, das in den 1780er Jahren in barocker Manier umgestaltet und neu dekoriert wurde. Der Turm steht auf der Vorderseite, das Langhaus ist einschiffig, der Chor polygonal. Die wesentlichen Elemente der Einrichtung zeigen sich im barocken Stil: Hochaltar, Kanzel und Orgelempore. Der reiche und bewegte Stuckdekor ist in ländlichem Rokoko-Stil gehalten.

## Wirtschaft und Infrastruktur

### Wirtschaft einschließlich Land- und Forstwirtschaft
Es gab 1998 im Bereich der Land- und Forstwirtschaft neun, im Produzierenden Gewerbe 95 und im Bereich Handel und Verkehr 55 sozialversicherungspflichtig Beschäftigte am Arbeitsort. In sonstigen Wirtschaftsbereichen waren am Arbeitsort 69 Personen sozialversicherungspflichtig beschäftigt. Sozialversicherungspflichtig Beschäftigte am Wohnort gab es insgesamt 468. Im verarbeitenden Gewerbe (sowie Bergbau und Gewinnung von Steinen und Erden) gab es fünf Betriebe, im Bauhauptgewerbe sechs Betriebe. Zudem bestanden im Jahr 1999 127 landwirtschaftliche Betriebe mit einer landwirtschaftlich genutzten Fläche von 2490 ha. Davon waren 1396 ha Ackerfläche und 1092 ha Dauergrünfläche.

### Bildung
Es gibt folgende Einrichtungen (Stand: 2009):
- Kindergärten: 50 Kindergartenplätze mit 48 Kindern
- Volksschulen: eine mit 13 Lehrern und 146 Schülern

## Persönlichkeiten, die in dieser Gemeinde gewirkt haben
- Theodor Grünberger (1756–1820), Komponist, Augustinermönch und Priester; schuf als Mönch im Kloster Ramsau einen Großteil seiner bedeutendsten Werke
- Werner Meier (* 1953), Kabarettist, Komponist, Autor, Musikinterpret, Sänger, Gitarrist, Musikproduzent, Verleger und Herausgeber